# The Swap (novela)
The Swap es una novela juvenil estadounidense publicada en 2014 por la autora y escritota Megan Shull. Cuenta la historia de Ellie y Jack, 2 adolescentes que se cambian de cuerpo. La novela tuvo una adaptación en una película original de Disney Channel en 2016.

## Argumento
Ellie O'Brien está tratando de hacer malabares con la gimnasia rítmica y tiene problemas con su mejor amiga. Mientras tanto, su compañero Jack Malloy está luchando para cumplir con los legados de hockey-estrella de sus hermanos y altas expectativas y el enfoque de amor duro de papá.
- Datos: Q28519094